# آمادو دیا
آمادو دیا (انگلیسی: Amadou Dia؛ زادهٔ ۸ ژوئن ۱۹۹۳) بازیکن فوتبال اهل فرانسه است.
از باشگاه‌هایی که در آن بازی کرده‌است می‌توان به باشگاه فوتبال اسپورتینگ کانزاس‌سیتی اشاره کرد.
وی همچنین در تیم ملی فوتبال United States U18 بازی کرده‌است.